# Тимония
Тимония (на гръцки: Θυμωνιά,) е село в Гърция, дем Тасос, административна област Източна Македония и Тракия.

## География
Селището е разположено в близост до южния бряг на острова, югооизточно от Теологос и в непосредствена близост западно от Алики.

## История
Основано е по време на Втората световна война. Заселено е от жители на Теологос, които се заселват тук, за да наглеждат и поддържат по-отблизо имотите си. За пръв път се появява в гръцките преброявания в 1951 година с 62 жители.
| Година    | 1913 | 1920 | 1928 | 1940 | 1951 | 1961 | 1971 | 1981 | 1991 | 2001 | 2011 | 2021 |
| --------- | ---- | ---- | ---- | ---- | ---- | ---- | ---- | ---- | ---- | ---- | ---- | ---- |
| Население |      |      |      |      | 62   | 24   | 16   | 12   | 33   | 13   | 10   | 5    |